# まんげつの夜
「まんげつの夜」は、ナオト・インティライミの楽曲。22枚目のシングルとして、2019年8月14日にユニバーサルシグマから発売。

## 概要
- 前作「Start To Rain」から約10ヶ月ぶりのシングルとなる。
- 初回限定ファンクラブ盤、初回限定盤、通常盤の3種類での発売となり、ジャケット写真が初回限定ファンクラブ盤と初回限定盤/通常盤と異なる。
- 全形態には、カップリング曲「花」と「アカルイミライ」と「What a Shot!!」を収録。
- 初回限定ファンクラブ盤には、「FCインティライミ発足5年目記念スペシャルイベント＠NHKホール」の計9曲を収録したDVDが付属。
- 初回限定盤には、「まんげつの夜」と「花」のMusic VideoとMaking Videoを収録したDVDが付属。
- 初週売り上げは6557枚で累計売り上げは8058枚。

## 収録曲

### CD
全作曲:ナオト・インティライミ
1. 'まんげつの夜' [4:15]
  - 作詞、作曲:ナオト・インティライミ
  - フジテレビ「痛快TVスカッとジャパン」「ファミリースカッと」テーマソング
2. 花 [3:13]
  - 作詞、作曲:ナオト・インティライミ
  - SHARP スマートフォンAQUOS フラッグシップモデル「AQUOS R3」TVCMソング
  - 本作のB面であり配信限定シングルでもある。
  - 配信限定シングルだが現時点でアルバム未収録である。
3. アカルイミライ [3:43]
  - 作詞、作曲:ナオト・インティライミ
  - アルバム未収録
4. What a Shot!! [2:46]
  - 作詞、作曲:ナオト・インティライミ
  - RIZAP KBCオーガスタゴルフトーナメント2019 大会公式ソング
  - アルバム未収録
5. 'まんげつの夜'（弾き語りver.） [4:11]
6. 'まんげつの夜'（pianover.） [2:04]

### DVD
※初回限定ファンクラブ盤のみ
「FCインティライミ発足5年目記念スペシャルイベント＠NHKホール」
1. Hello
2. ニッチなサッチ
3. 花びら
4. 同じ空
5. 桜小町
6. together
7. Brave
8. キミライフ
9. カーニバる⤴︎？※En.

※初回限定盤のみ
1. 'まんげつの夜'（Music Video）
2. 'まんげつの夜'（Making Video）
3. 花（Music Video）
4. 花（Making Video）